# Coslédaà-Lube-Boast
Pour les articles homonymes, voir Boast, Coslédaà et Lube.
Coslédaà-Lube-Boast (en béarnais Cosledaà-Lubẹ-Boâs) est une commune française, située dans le département des Pyrénées-Atlantiques en région Nouvelle-Aquitaine.

## Géographie

### Localisation
La commune de Coslédaà-Lube-Boast se trouve dans le département des Pyrénées-Atlantiques, en région Nouvelle-Aquitaine.
Elle se situe à 30 km par la route de Pau, préfecture du département, et à 23 km de Serres-Castet, bureau centralisateur du canton des Terres des Luys et Coteaux du Vic-Bilh dont dépend la commune depuis 2015 pour les élections départementales. 
La commune fait en outre partie du bassin de vie de Lembeye.
Les communes les plus proches sont : 
Sévignacq (2,9 km), Lannecaube (3,4 km), Lussagnet-Lusson (3,8 km), Mouhous (3,9 km), Lalongue (4,1 km), Carrère (4,6 km), Escoubès (4,7 km), Lasclaveries (5,1 km).
Sur le plan historique et culturel, Coslédaà-Lube-Boast fait partie de la province du Béarn, qui fut également un État et qui présente une unité historique et culturelle à laquelle s’oppose une diversité frappante de paysages au relief tourmenté.

### Communes limitrophes
Les communes limitrophes sont  Escoubès, Lannecaube, Lussagnet-Lusson, Monassut-Audiracq et Sévignacq.
|           | Lannecaube          |                   |
| Sévignacq | Coslédaà-Lube-Boast | Lussagnet-Lusson  |
|           | Escoubès            | Monassut-Audiracq |

### Hydrographie

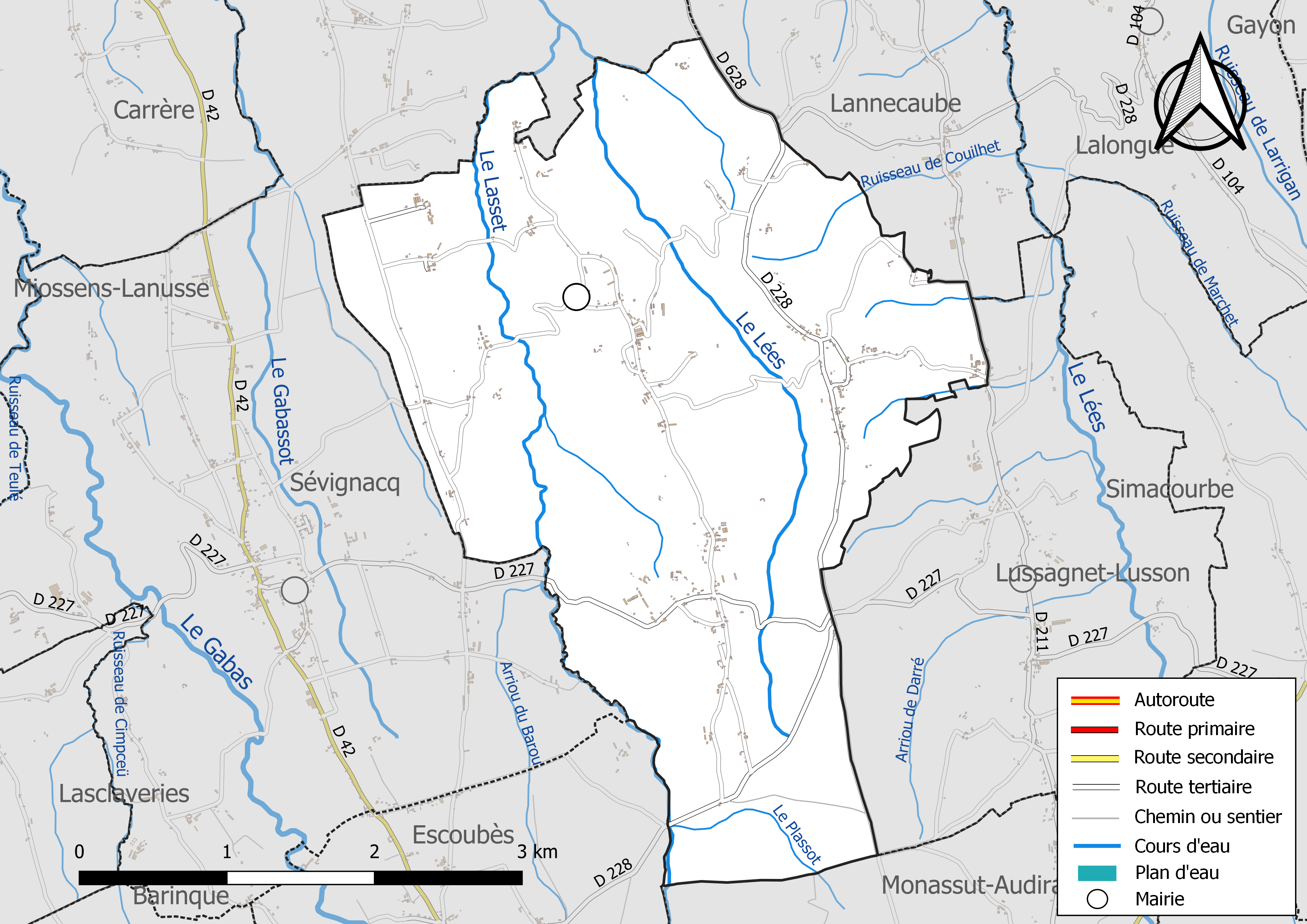
Réseaux hydrographique et routier de Coslédaà-Lube-Boast.

La commune est drainée par le Lasset, le Laas, le Plassot, le ruisseau de Couilhet, et par divers petits cours d'eau, constituant un réseau hydrographique de 17 km de longueur totale,.
Le Lasset, d'une longueur totale de 11,1 km, prend sa source dans la commune de Monassut-Audiracq et s'écoule du sud vers le nord. Il traverse la commune et se jette dans le Léez à Sévignacq, après avoir traversé 5 communes.
Le Laas (13,8 km) prend sa source dans le sud du territoire communal et s'écoule vers le nord. Il se jette dans le Léès à la jonction du territoire communal et Baliracq-Maumusson et Mascaraàs-Haron, après avoir traversé 6 communes.

### Climat
Pour des articles plus généraux, voir Climat de la Nouvelle-Aquitaine et Climat des Pyrénées-Atlantiques.
Historiquement, la commune est exposée à un climat de montagne.  
En 2020, Météo-France publie une typologie des climats de la France métropolitaine dans laquelle la commune est toujours exposée à un climat de montagne et est dans la région climatique Pyrénées atlantiques, caractérisée par une pluviométrie élevée (>1 200 mm/an) en toutes saisons, des hivers très doux (7,5 °C en plaine) et des vents faibles.
Pour la période 1971-2000, la température annuelle moyenne est de 13,1 °C, avec une amplitude thermique annuelle de 14,3 °C. Le cumul annuel moyen de précipitations est de 1 104 mm, avec 11,4 jours de précipitations en janvier et 8,3 jours en juillet. Pour la période 1991-2020, la température moyenne annuelle observée sur la station météorologique la plus proche, située sur la commune de Mont-Disse à 13 km à vol d'oiseau, est de 13,9 °C et le cumul annuel moyen de précipitations est de 1 010,8 mm,. Pour l'avenir, les paramètres climatiques de la commune estimés pour 2050 selon différents scénarios d’émission de gaz à effet de serre sont consultables sur un site dédié publié par Météo-France en novembre 2022.

### Milieux naturels et biodiversité
Aucun espace naturel présentant un intérêt patrimonial n'est recensé sur la commune dans l'inventaire national du patrimoine naturel,,.

## Urbanisme

### Typologie
Au 1er janvier 2024, Coslédaà-Lube-Boast est catégorisée commune rurale à habitat très dispersé, selon la nouvelle grille communale de densité à sept niveaux définie par l'Insee en 2022.
Elle est située hors unité urbaine. Par ailleurs la commune fait partie de l'aire d'attraction de Pau, dont elle est une commune de la couronne,. Cette aire, qui regroupe 227 communes, est catégorisée dans les aires de 200 000 à moins de 700 000 habitants,.

### Occupation des sols

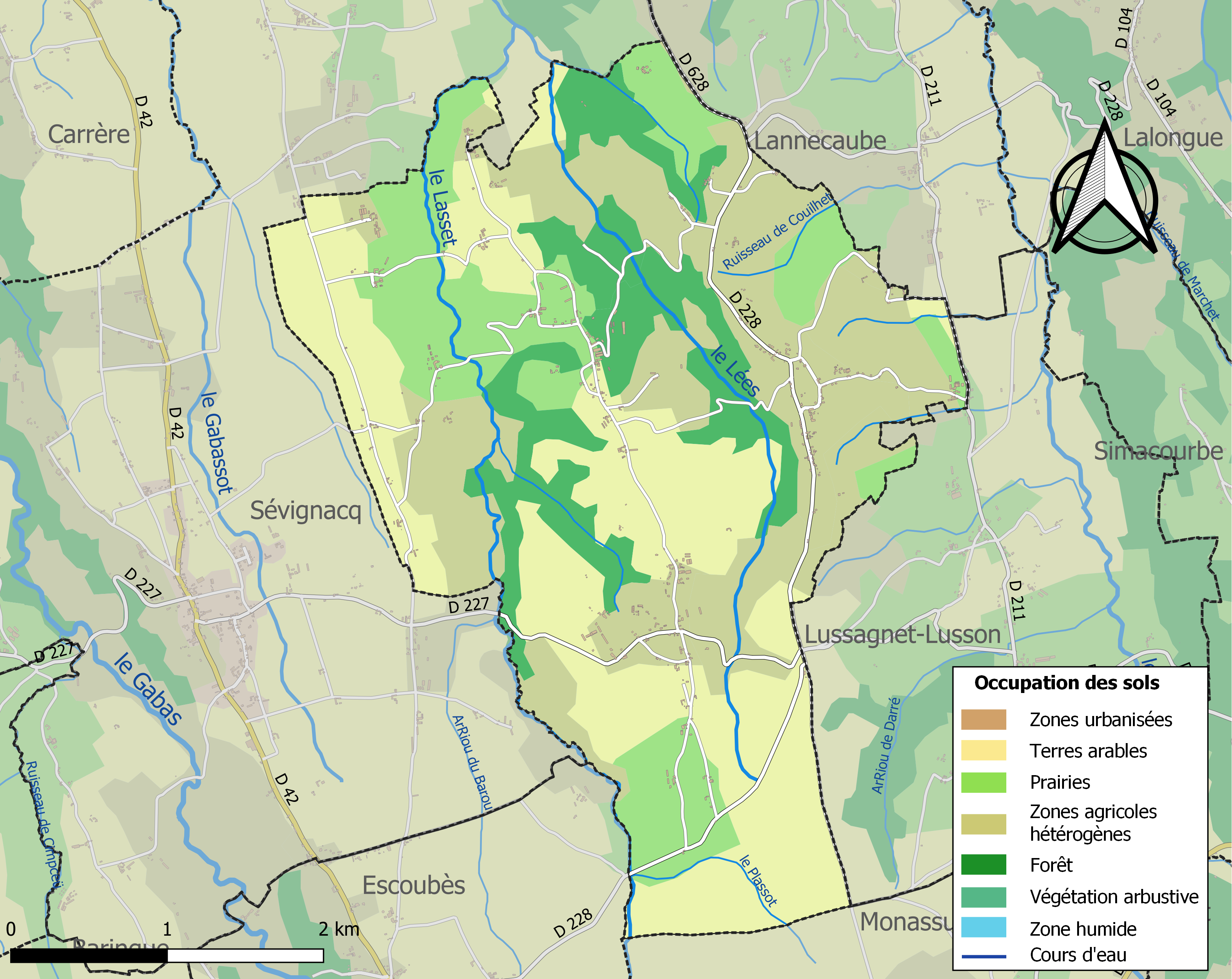
Carte des infrastructures et de l'occupation des sols de la commune en 2018 (CLC).

L'occupation des sols de la commune, telle qu'elle ressort de la base de données européenne d’occupation biophysique des sols Corine Land Cover (CLC), est marquée par l'importance des territoires agricoles (85,7 % en 2018), une proportion identique à celle de 1990 (85,7 %). La répartition détaillée en 2018 est la suivante : 
terres arables (34,5 %), zones agricoles hétérogènes (32,6 %), prairies (18,5 %), forêts (14,3 %). L'évolution de l’occupation des sols de la commune et de ses infrastructures peut être observée sur les différentes représentations cartographiques du territoire : la carte de Cassini (XVIIIe siècle), la carte d'état-major (1820-1866) et les cartes ou photos aériennes de l'IGN pour la période actuelle (1950 à aujourd'hui).

### Lieux-dits et hameaux
- Boast ;
- Boast-le Château ;
- Coslédaà ;
- Coslédaà-Bourguinat ;
- Coslédaà-Cazenave ;
- Lube.

### Voies de communication et transports
Elle est desservie par les routes départementales 211, 227 et 228.

### Risques majeurs
Le territoire de la commune de Coslédaà-Lube-Boast est vulnérable à différents aléas naturels : météorologiques (tempête, orage, neige, grand froid, canicule ou sécheresse) et séisme (sismicité modérée). Un site publié par le BRGM permet d'évaluer simplement et rapidement les risques d'un bien localisé soit par son adresse soit par le numéro de sa parcelle.

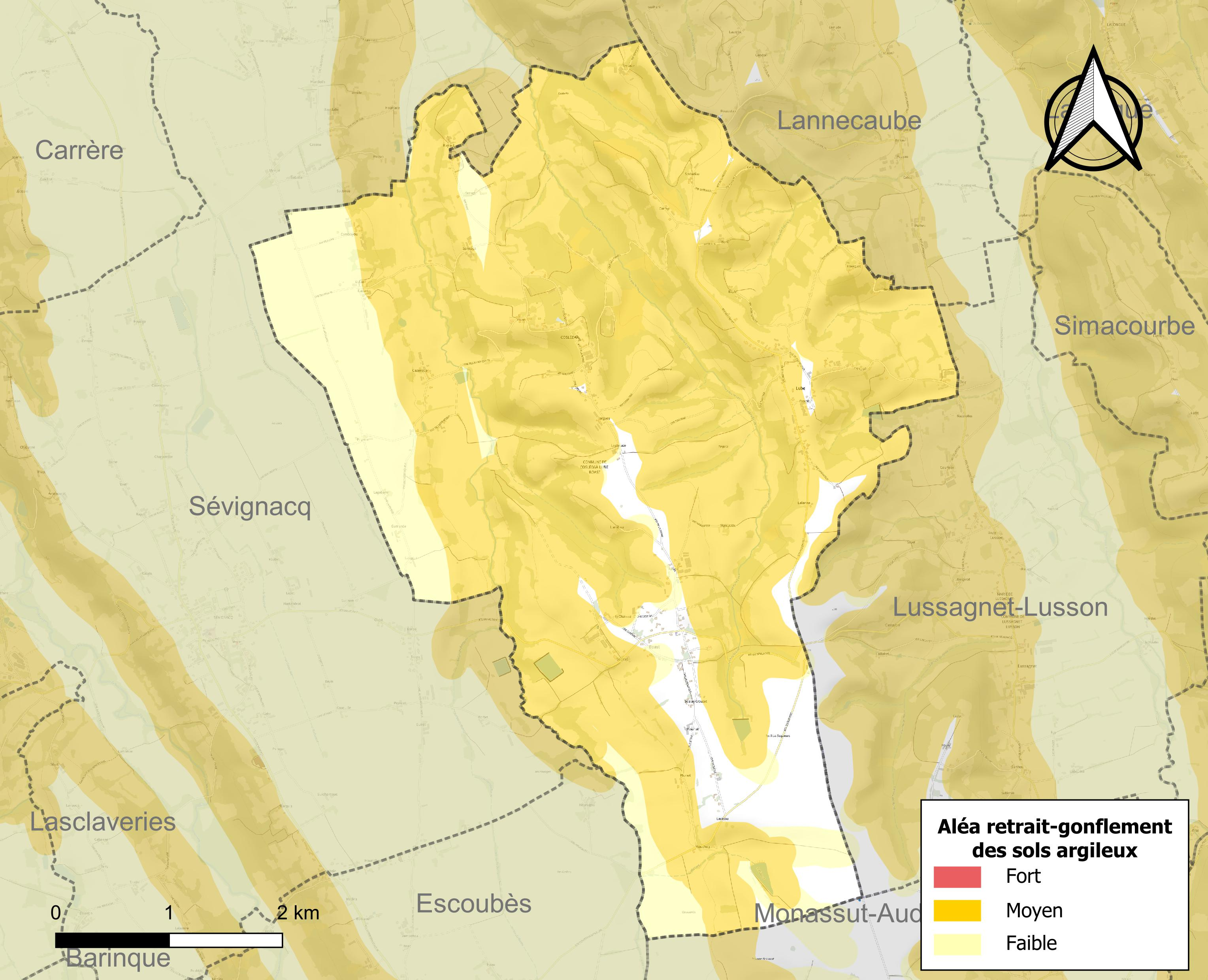
Carte des zones d'aléa retrait-gonflement des sols argileux de Coslédaà-Lube-Boast.

Le retrait-gonflement des sols argileux est susceptible d'engendrer des dommages importants aux bâtiments en cas d’alternance de périodes de sécheresse et de pluie. 78,8 % de la superficie communale est en aléa moyen ou fort (59 % au niveau départemental et 48,5 % au niveau national). Depuis le 1er octobre 2020, en application de la loi ELAN, différentes contraintes s'imposent aux vendeurs, maîtres d'ouvrages ou constructeurs de biens situés dans une zone classée en aléa moyen ou fort,.
La commune a été reconnue en état de catastrophe naturelle au titre des dommages causés par les inondations et coulées de boue survenues en 1982, 2007 et 2009.

## Toponymie
Le toponyme Coslédaà apparaît sous les formes 
Cosladaa et Cosledan (respectivement 1385 et 1402, censier de Béarn), 
Cosledaas en Bearn (1424,  contrats de Carresse), 
Coslédàa (1863, dictionnaire topographique Béarn-Pays basque), 
Cosledaa (1793 ou an II) et 
Cosleda (1801, Bulletin des Lois).
Le toponyme Lube apparaît sous la forme 
Luba (1546, réformation de Béarn).
Le toponyme Boast apparaît sous les formes
Booast (1385, censier de Béarn) et 
Boaast (1548, réformation de Béarn).

## Histoire
En 1385, Coslédaà comptait treize ostaus (« maisons » en béarnais ou feux), Lube, trois et Boast dix.
La seigneurie de Coslédaà fut vendue entre 1421 et 1444 par les Coarraze aux Serres.
Au XVIe siècle, cette seigneurie et celle de Boast dépendent de celle de Sévignacq. Elles seront vendues en 1641 aux Lendresse et érigées en baronnies en 1643.
La seigneurie de Boast reste aux Lendresse jusqu'à la Révolution ; celle de Coslédaà, réunie à l'abbaye laïque (signalée en 1385), passe avant 1733 aux Batz-Diusse ; elles seront vendues en 1765 aux d'Arripe et en 1780 aux Elissalde.
La seigneurie de Lube dépendait de celle de Lannecaube ; une abbaye laïque est signalée en 1385. Elle sera vendue en 1612 aux Lalanne.
Ancienne commune des Pyrénées-Atlantiques, la commune de Coslédaà-Lube a existé de 1833 à 1843. Elle est créée en 1833 par la fusion des communes de Coslédaà et de Lube. En 1843, elle fusionne avec la commune de Boast pour former la nouvelle commune de Coslédaà-Lube-Boast.

## Politique et administration
| Période                                  | Période  | Identité                 | Étiquette | Qualité |
| ---------------------------------------- | -------- | ------------------------ | --------- | ------- |
| 1843                                     | 1845     | Pierre Benquet           |           |         |
| 1845                                     | 1848     | Matthieu Clabé dit Crocq |           |         |
| 1848                                     | 1852     | Jean Then                |           |         |
| 1852                                     | 1860     | André Benquet            |           |         |
| 1860                                     | 1873     | Michel Jouandet          |           |         |
| 1873                                     | 1884     | Ambroise Cambayou        |           |         |
| 1884                                     | 1888     | Augustin Buzeret         |           |         |
| 1888                                     | 1900     | Michel Jouandet          |           |         |
| 1900                                     | 1919     | Jean-Pierre Buzeret      |           |         |
| 1919                                     | 1921     | Jean Bourguinat          |           |         |
| 1921                                     | 1947     | Émile Jouandet           |           |         |
| 1947                                     | 1953     | Henri Lautecaze          |           |         |
| 1953                                     | 1965     | Jean-Marie Grangé        |           |         |
| 1965                                     | 1983     | Jean-Baptiste Salabert   |           |         |
| 1983                                     | 2014     | Jean-Claude Lagabarre    |           |         |
| 2014                                     | En cours | Pascal Bourguinat        |           |         |
| Les données manquantes sont à compléter. |          |                          |           |         |

### Intercommunalité
Coslédaà fait partie de six structures intercommunales :
- la communauté de communes du Nord-Est Béarn ;
- le SIVU de la voirie du canton de Lembeye ;
- le syndicat à vocation scolaire récré A5 ;
- le syndicat d’énergie des Pyrénées-Atlantiques ;
- le syndicat de l'entre-deux-Lées ;
- le syndicat intercommunal d’alimentation en eau potable (SIAEP) du Vic-Bilh Montanérès.

## Population et société

### Démographie
L'évolution du nombre d'habitants est connue à travers les recensements de la population effectués dans la commune depuis 1793. Pour les communes de moins de 10 000 habitants, une enquête de recensement portant sur toute la population est réalisée tous les cinq ans, les populations de référence des années intermédiaires étant quant à elles estimées par interpolation ou extrapolation. Pour la commune, le premier recensement exhaustif entrant dans le cadre du nouveau dispositif a été réalisé en 2005.

En 2022, la commune comptait 376 habitants, en évolution de −2,34 % par rapport à 2016 (Pyrénées-Atlantiques : +3,78 %, France hors Mayotte : +2,11 %).
| 1793 | 1800 | 1806 | 1821 | 1831 | 1836 | 1841 | 1846 | 1851 |
| ---- | ---- | ---- | ---- | ---- | ---- | ---- | ---- | ---- |
| 328  | 302  | 486  | 316  | 491  | 530  | 853  | 822  | 769  |

| 1856 | 1861 | 1866 | 1872 | 1876 | 1881 | 1886 | 1891 | 1896 |
| ---- | ---- | ---- | ---- | ---- | ---- | ---- | ---- | ---- |
| 774  | 734  | 705  | 651  | 650  | 658  | 622  | 619  | 580  |

| 1901 | 1906 | 1911 | 1921 | 1926 | 1931 | 1936 | 1946 | 1954 |
| ---- | ---- | ---- | ---- | ---- | ---- | ---- | ---- | ---- |
| 566  | 542  | 506  | 469  | 456  | 473  | 454  | 419  | 373  |

| 1962 | 1968 | 1975 | 1982 | 1990 | 1999 | 2005 | 2006 | 2010 |
| ---- | ---- | ---- | ---- | ---- | ---- | ---- | ---- | ---- |
| 375  | 344  | 323  | 328  | 319  | 312  | 331  | 332  | 377  |

| 2015 | 2020 | 2022 | - | - | - | - | - | - |
| ---- | ---- | ---- | - | - | - | - | - | - |
| 383  | 376  | 376  | - | - | - | - | - | - |

La commune fait partie de l'aire d'attraction de Pau.

## Culture locale et patrimoine

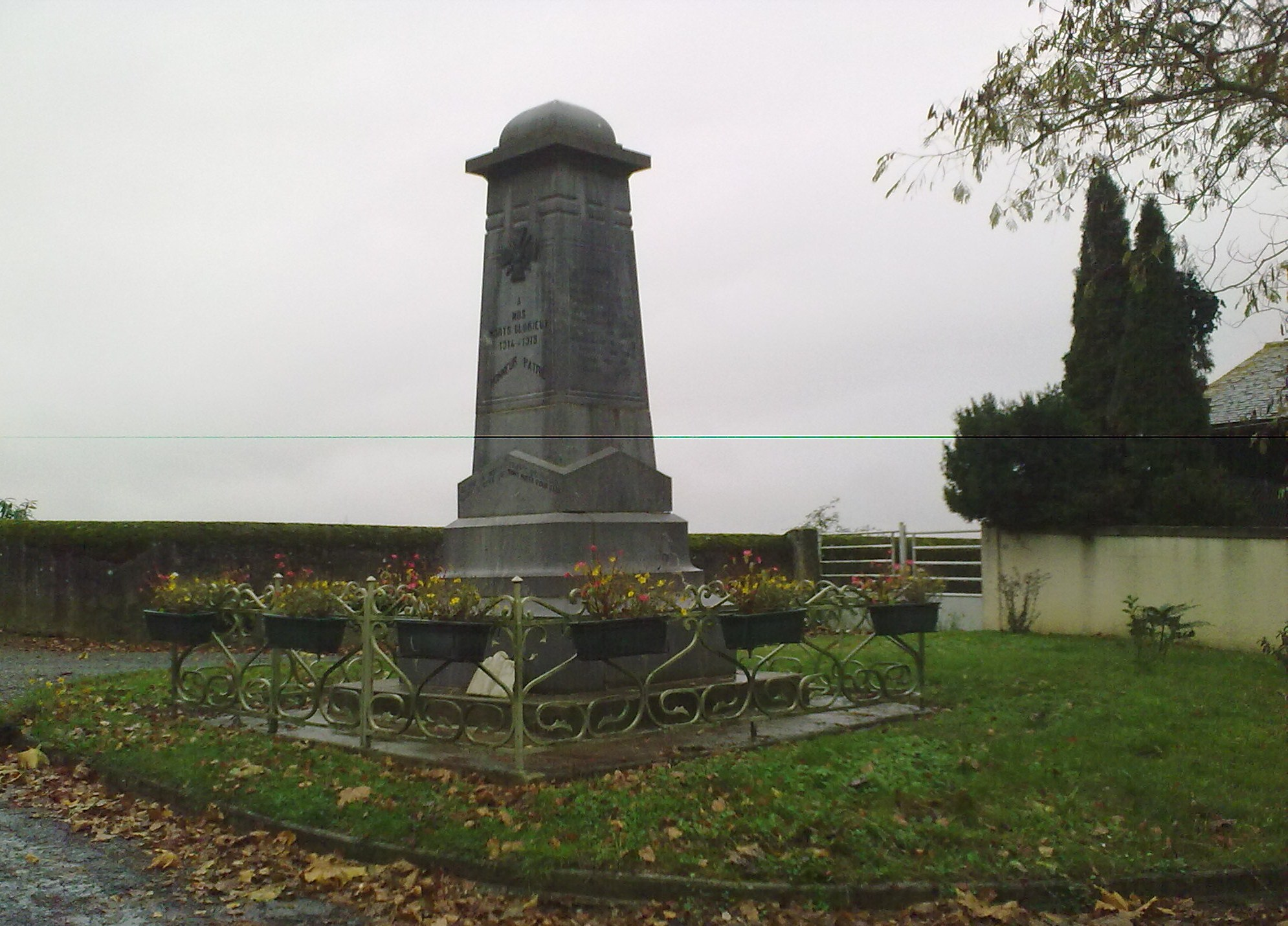
Le monument aux morts.
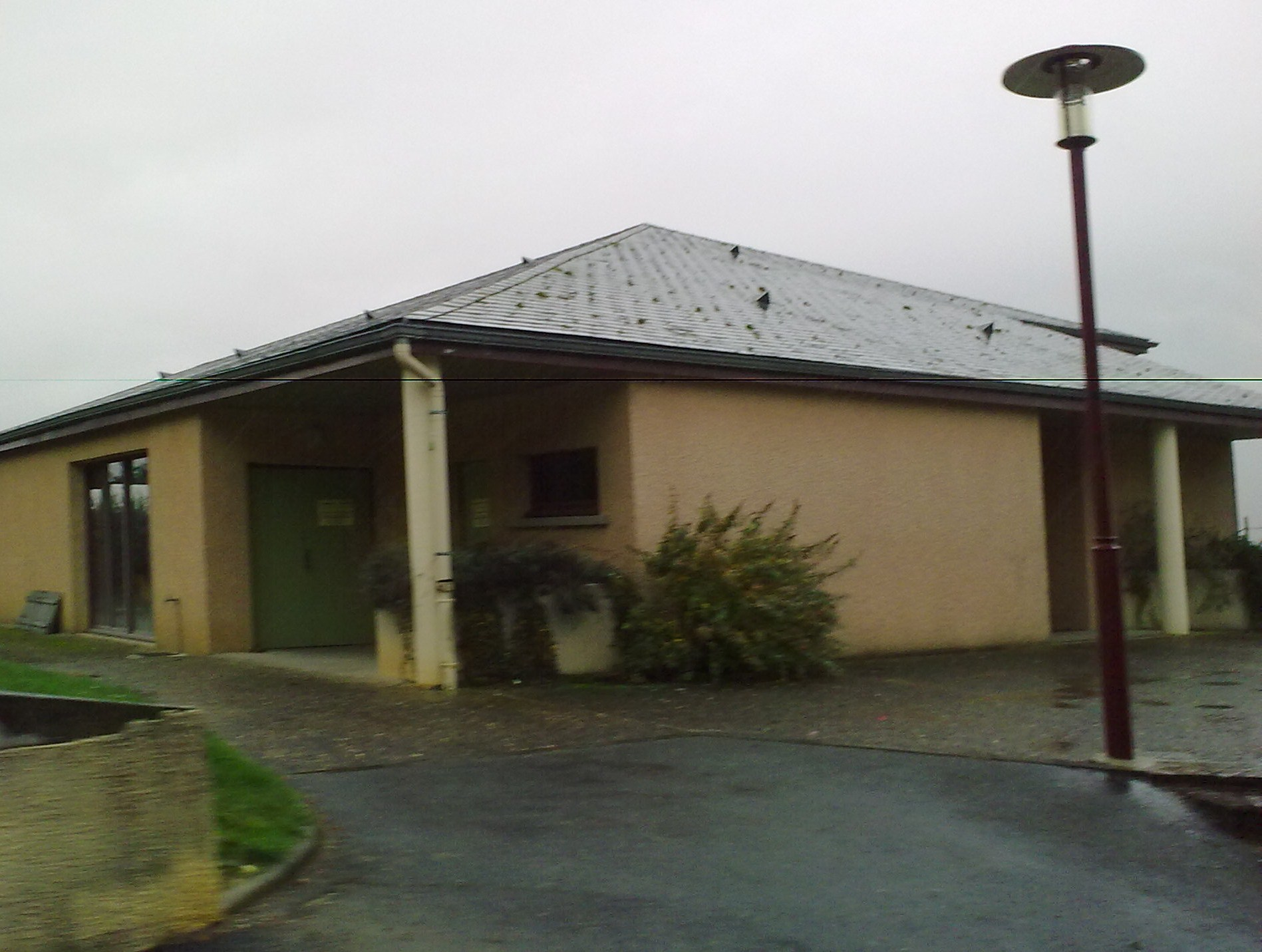
La salle polyvalente.
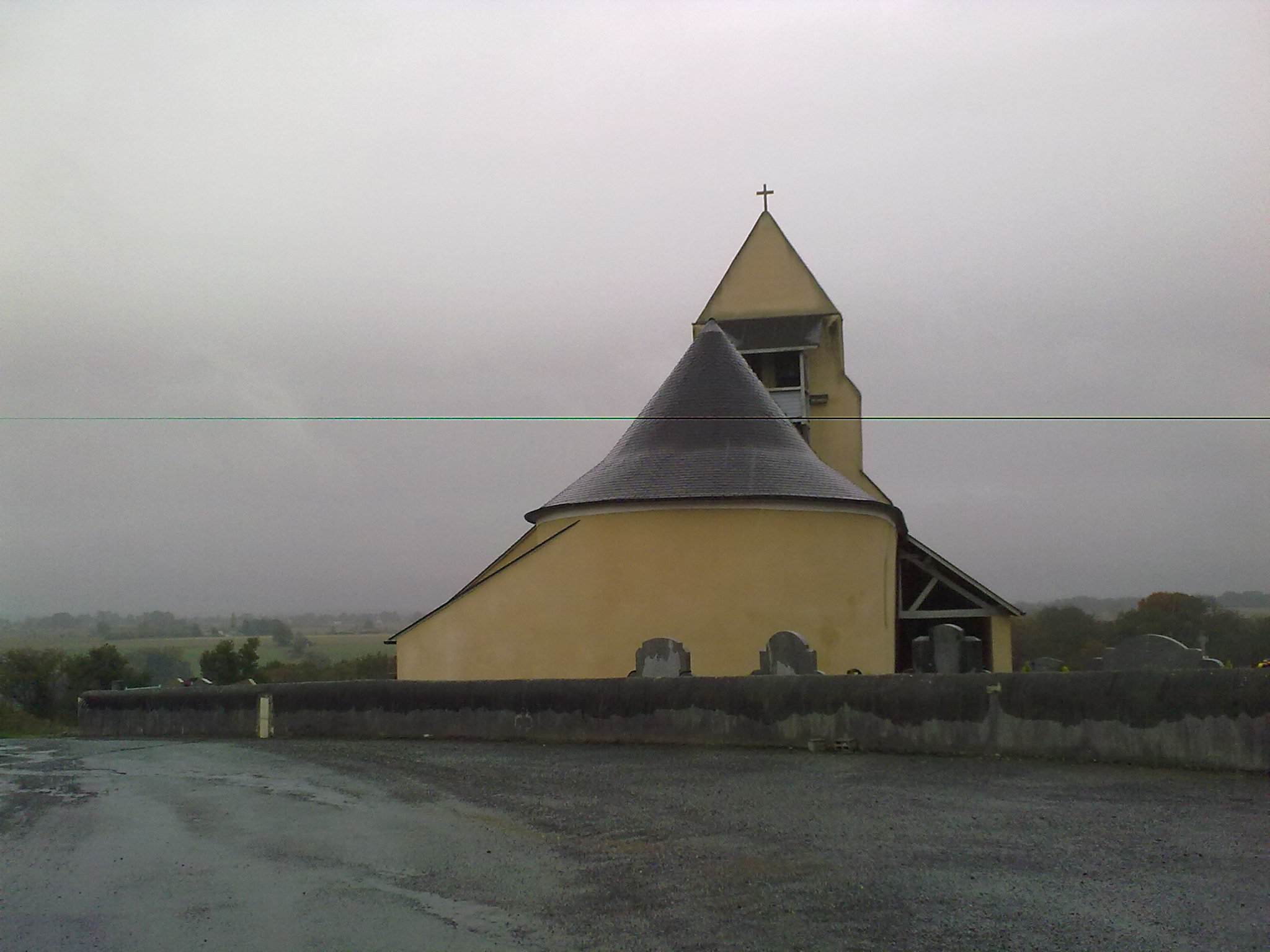
L'église Saint-Jean-Baptiste.

### Patrimoine civil
La commune compte deux châteaux, l'un situé à Boast (château de Lendresse, porté sur la carte de Cassini au XVIIe siècle) et l'autre au lieu-dit Bourguinat sur l'ancienne commune de Coslédaà (porté Herran sur la carte de Cassini à la fin du XVIIIe siècle).
On trouve à Coslédaà une croix de chemin du XIXe siècle, tout comme sur l'ancienne commune de Boast.
Une ferme datant de 1770 est visible au lieu-dit Cazenave de Coslédaà.

### Patrimoine religieux
L'église Saint-Jean-Baptiste, à Lube, date partiellement du XIe siècle, tout comme l'église Saint-Laurent, à Coslédaà. L'église de Boast (église de l'Assomption-de la-Bienheureuse-Vierge-Marie) fut remaniée aux XVIe et XIXe siècles sur des vestiges datant du XIIe siècle. Cette dernière recèle du mobilier inscrit à l'Inventaire général du patrimoine culturel.

## Équipements
Éducation
La commune dispose d'une école primaire, située à Boast.